# San Leon (Texas)
San Leon est une Census-designated place dans le comté de Galveston, Texas, États-Unis. Sa population est de 4 970 habitants au recensement de 2010.